# 對流可用位能

這張斜溫圖顯示出早晨和下午的大氣垂直特徵。綠色、紅色以及黃色線分別為露點溫度、溫度和舉升氣塊之溫度。早晨時，大氣中層較乾，近地面氣塊舉升後在各高度幾乎均為負浮力，對流不易發展。中午過後，近地面氣塊受加熱作用明顯增溫，配合中層氣溫下降，使得對流發生的可能性增加。

是大氣科學當中使用的名詞，為評估垂直大氣是否穩定、對流是否容易發展的指標之一。近地面的空氣塊受垂直風切擾動或地形等其他因素而沿著絕熱線上升時，在一定高度以上其溫度若比周圍環境溫度高，意味著氣塊密度較周圍環境空氣小，則周圍環境將給予氣塊向上的浮力。周圍環境對空氣塊的作用力與空氣塊位移相乘，而得到周圍環境對氣塊所做的功，這部分的能量在理想狀態下將會儲存在空氣塊中，使其具有向上發展的動能。一般對流可用位能的計算範圍，是以自由對流高度以上到平衡高度為止，周圍環境所能提供的浮力對高度積分而得。

## 機制

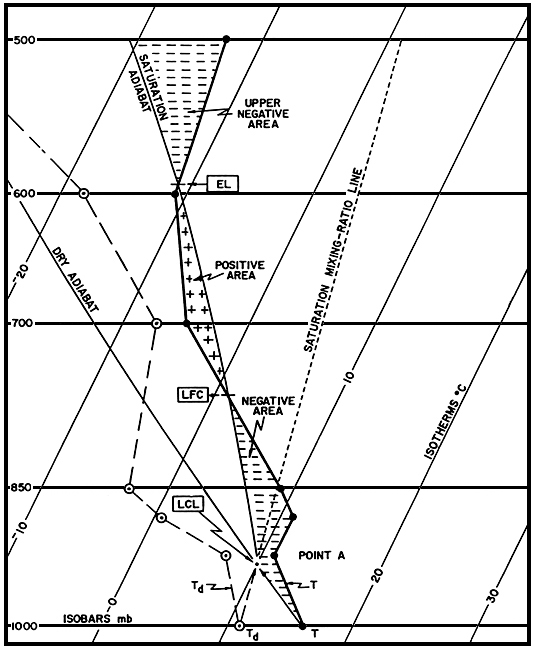
標示出大氣垂直特徵的斜溫圖。

對流可用位能的單位為每公斤空氣所具有的焦耳數（J/Kg），當其值大於零時便有發生對流的可能。一般的對流可用位能計算方式為：加總氣塊相對於環境之浮力，從自由對流高度至平衡高度為止，如下列積分式：
{\displaystyle \mathrm {CAPE} =\int _{z_{\mathrm {f} }}^{z_{\mathrm {n} }}g\left({\frac {T_{\mathrm {v,parcel} }-T_{\mathrm {v,env} }}{T_{\mathrm {v,env} }}}\right)\,dz}
其中，{\displaystyle z_{\mathrm {f} }}代表自由對流高度（英語：Level of free convection,LFC）；{\displaystyle z_{\mathrm {n} }}代表平衡高度（英語：Equilibrium level,EL），浮力為零；{\displaystyle T_{\mathrm {v,parcel} }}代表氣塊的虛溫；{\displaystyle T_{\mathrm {v,env} }}代表環境的虛溫；{\displaystyle g}代表標準重力。一個地區的對流可用位能通常由熱力學圖或探空圖（例如：斜溫圖）上的溫度和露點溫度資料來計算。
對流可用位能在定義上為大於或等於零的值，若浮力對上升距離之積分為負值時，則為對流抑制能。對流抑制能存在的高度內，氣塊之虛溫較環境低，因此氣塊的密度較環境大，不利氣塊上升。氣塊必須先具備足夠動能，才能突破對流抑制能的限制。

## 限制
對流可用位能代表的是積雲或積雨雲中的氣塊上升經過正能區(氣塊密度小於環境)時浮力所作的正功，因此可以藉此估算氣塊動能的增加。然而，現實當中需要考慮其他因素。首先，理論上對流可用位能無法完全轉換為氣塊的動能，因為環境的補償性下降運動會使環境溫度上升、密度下降，進而使浮力下降。其次，氣塊上升過程中，環境空氣會（逸入作用）氣塊中，使氣塊變乾，這會使氣塊中水滴或冰晶汽化、溫度下降、密度上升，進而使浮力下降。其三、計算對流可用位能時不考慮氣塊中的水滴或冰晶，這導致低估氣塊密度，因為水相變時所釋放的潛熱會有部分留在水滴或冰晶中而未釋放到空氣中，且水滴或冰晶受到空氣的拖曳作用之反作用力也會使浮力下降。其四，計算對流可用位能時亦不考慮非靜力平衡的氣壓梯度力。以上除第四項可能增加也可能減少浮力外，其餘三項均導致浮力下降，故對流可用位能對於氣塊動能的增加的估算會有落差。另外，對流可用位能的計算本身也有誤差來自不同的高度上升的氣塊。對流可用位能為評估大氣不穩定度的一項指標，但對流可用位能越大不代表發生對流的強度一定較強，仍需要其他因素配合。通常對流可用位能值大於1000J/Kg以上視為不穩定的大氣狀態，在某些極端例子中對流可用位能可達5000J/Kg以上。